# Ierse Onafhankelijkheidsverklaring
De Ierse Onafhankelijkheidsverklaring werd op 21 januari 1919 aangenomen door de Dáil Éireann, het unicamerale parlement van de revolutionaire Ierse Republiek, in Mansion House te Dublin. De tekst van het document was opgesteld in drie talen: het Iers (titel: Forógra na Saoirse), Engels (titel: Declaration of Independence) en Frans (titel: Déclaration d'Indépendance).

## Achtergrond
De verklaring volgde op The Proclamation die was uitgevaardigd tijdens de Paasopstand van 1916 tegen het Verenigd Koninkrijk, die door gebrekkige steun van de Ierse bevolking met gemak werd neergeslagen door het Britse leger. De daarna volgende repressie zorgde echter voor een radicalisering van de Ierse republikeinen. Bij de verkiezingen van 14 december 1918 (kort na de wapenstilstand van november 1918) won de onafhankelijkheidsgezinde partij Sinn Féin een grote meerderheid van de Ierse zetels: 73 van de 105. Sinn Féin besloot daarop de in The Proclamation uitgeroepen republiek en het daarbij behorende parlement, gevuld met de 73 verkozenen, opnieuw op te richten en de onafhankelijkheid nogmaals te verklaren.

## Gevolgen
De Onafhankelijkheidsverklaring had de uitbraak van de Ierse Onafhankelijkheidsoorlog (1919–1921) tot gevolg. Na een militaire patstelling tussen het Ierse Republikeinse Leger en het Britse leger, kwamen onderhandelaars van de Britse regering en de Ierse Republiek het Anglo-Iers Verdrag overeen op 6 december 1921. Dit verdrag bepaalde de oprichting van de Ierse Vrijstaat, een constitutionele monarchie los van Groot-Brittannië, maar met de Britse monarch nog steeds als staatshoofd en een koninklijke gouverneur voor Ierland. Bovendien zouden de zes overwegend protestantse graafschappen in Ulster onder de naam Noord-Ierland onderdeel van het Verenigd Koninkrijk blijven. Een grote minderheid van de Ieren was sterk teleurgesteld en weigerde het verdrag te accepteren, waarop zij in burgeroorlog raakte met degenen die het compromis wel hadden aanvaard. Uiteindelijk wonnen de laatsten, waardoor de in de Onafhankelijkheidsverklaring gestelde doelen slechts deels verwezenlijkt konden worden: het land was nog steeds afhankelijk van het Britse Rijk, geen republiek en omvatte niet het hele eiland.
Met de Grondwetsherziening van 1937 en de Republic of Ireland Act 1948 werden het eerste respectievelijk het tweede doel verwezenlijkt, maar een verenigd Ierland is nog altijd niet bereikt. 30 jaar gewelddadige strijd in Noord-Ierland tussen 1968 en 1998, beter bekend als The Troubles, heeft dit ook niet bewerkstelligd, eerder het tegendeel. Het Goede Vrijdag-akkoord van 1998 noodzaakte de Grondwetswijziging van 1999, waarin is opgenomen dat het eiland in de toekomst alleen vreedzaam kan worden herenigd als daarvoor in beide eilanddelen een democratische meerderheid zou bestaan.